# Hans Hahn
Hans Hahn   (Viena, 27 de setembre de 1879 - Viena, 24 de juliol de 1934) va ser un matemàtic austríac que va fer múltiples contribucions a l'anàlisi funcional, a la topologia, a la teoria de conjunts, al càlcul de variacions, a l'anàlisi real ia la teoria de l'ordre. Va ser a més estudiant de la Technische Hochschule a Viena.
Va estudiar també a Estrasburg, Múnic i Göttingen, sent designat membre del professorat de Viena el 1905 i convertint-se en professor de matemàtiques el 1921 en aquesta mateixa universitat. Durant l'any acadèmic 1905-06, Hahn substitueix Otto Stolz a Innsbruck.
Va estar així mateix molt interessat en la filosofia i va ser membre d'un grup de discussió sobre el neopositivisme de Mach, amb Otto Neurath i Phillip Frank, abans de la Primera Guerra Mundial. El 1922, Hahn ajuda a Moritz Schlick a entrar al grup. Ben aviat acabà formant-se el Cercle de Viena, del qual Hahn fou un dels seus fundadors. Aquest moviment acabaria convertint-se en el més important pel que fa a l'empirisme lògic durant la dècada dels 1920. El seu estudiant més famós va ser Kurt Gödel, la tesi va ser completada en 1929.
Les contribucions de Hahn a la matemàtica inclouen el famós teorema de Hahn-Banach i (amb independència de Banach i Steinhausen), el principi d'acotació uniforme.

## Publicacions
- Rosenthal, Arthur. Set Functions (en anglès).  Albuquerque: The University of New Mexico Press, NM, 1948 [Consulta: 11 octubre 2013].
- Hahn, Hans. Gesammelte Abhandlungen/Collected works. Band 1/Vol. 1 (en anglès).  Berlín: Springer-Verlag, 1995. ISBN 978-3-211-82682-9 [Consulta: 11 octubre 2013].
- Hahn, Hans. Gesammelte Abhandlungen/Collected works. Band 1/Vol. 2 (en anglès).  Berlín: Springer-Verlag, 1996. ISBN 978-3-211-82750-5 [Consulta: 11 octubre 2013].
- Hahn, Hans. Gesammelte Abhandlungen/Collected works. Band 1/Vol. 3 (en anglès).  Berlín: Springer-Verlag. ISBN 978-3-211-82781-9 [Consulta: 11 octubre 2013].